# Collanges
Collanges ist eine französische Gemeinde mit 156 Einwohnern (Stand: 1. Januar 2022) im Département Puy-de-Dôme in der Region Auvergne-Rhône-Alpes (vor 2016 Auvergne). Sie gehört zum Arrondissement Issoire und zum Kanton Brassac-les-Mines (bis 2015: Kanton Saint-Germain-Lembron). 

## Geographie
Collanges liegt etwa 42 Kilometer südsüdöstlich von Clermont-Ferrand. Umgeben wird Collanges von den Nachbargemeinden Chalus im Norden und Nordwesten, Saint-Germain-Lembron im Norden und Osten, Vichel im Osten und Südosten, Saint-Gervazy im Süden, Madriat im Westen sowie Boudes im Westen und Nordwesten.

## Bevölkerungsentwicklung
| Jahr                       | 1962 | 1968 | 1975 | 1982 | 1990 | 1999 | 2006 | 2013 |
| Einwohner                  | 125  | 120  | 142  | 131  | 132  | 147  | 160  | 141  |
| Quellen: Cassini und INSEE |      |      |      |      |      |      |      |      |

## Sehenswürdigkeiten
- Kirche Sainte-Eutrope aus dem 16. Jahrhundert, Monument historique
- Schloss Collanges aus dem 18. Jahrhundert